# Herb Chmielnika
Herb Chmielnika – jeden z symboli miasta Chmielnik i gminy Chmielnik w postaci herbu.

## Wygląd i symbolika
Herb przedstawia na czerwonej tarczy trzy zielone szyszki wyrastające z łodygi o dwóch liściach.
Jest to herb mówiący i nawiązuje do nazwy miasta.

## Historia
Herb używany jest od XVI wieku. W 1938 został zaakceptowany przez Ministerstwo Spraw Wewnętrznych Rzeczypospolitej Polskiej.